# Miranda & La Soul Band
Miranda & La Soul Band es un grupo colombiano de soul, jazz y R&B creado en Medellín, en 2009. Está formada por Miranda, como voz principal y por Andrés Guerrero (Guitarra), Santiago Barrera (Bajo), Camilo Henao (Batería), Daniel Rojas "Reds" (Teclados), Maya Herrera (Coros), Luis Meza "Luijar" (saxofón tenor) y Yoni Perez (Trompeta).

## Carrera musical
Radicada en Medellín, Antioquia. Empezó a cantar desde los 13 años en la Iglesia. Estudió canto lírico y gracias a eso desarrolló las bases técnicas que le han servido para dedicarse al Soul y el R&B. En la actualidad trabaja en su proyecto Miranda & La Soul Band ( Soul en español, una propuesta nueva), hasta ahora ha lanzado 3 sencillos Lengua Larga, ¿Por qué? y El gran secreto, que es la canción que sale en La Voz Colombia.

## La Voz Colombia
Desde su primera aparición en las "audiciones a ciegas" , donde cantó Rolling in the Deep se destacó por su gran potencia vocal , fuerza interpretativa y dominio escénico que cautivó a los 4 entrenadores , pero al final seleccionó al cantautor venezolano Ricardo Montaner.
A lo largo del concurso demostró su gran crecimiento musical y ascenso continuo en el que expuso su extensa capacidad para cantar cualquier género interpretando canciones como Hit the Road Jack de Ray Charles , Nostalgias el famoso tango de Juan Carlos Cobián y Tú de Shakira.
Miranda siempre se vio firme , con toda la voluntad de aprender y enriquecer su musicalidad , desde el principio se posicionó como una de las favoritas de Colombia que junto a su preparador la llevó a la Gran final.
El 20 de diciembre de 2012 tras haber compartido escenario con sus 3 contrincantes y sus respectivos entrenadores en la Gran Final, finalmente el país eligió y con un 32.8% de los votos fue nombrada como "La Voz Colombia" , se alzó con el título , con un contrato con el sello discográfico Universal Music y con 300 millones de pesos , además compartió escenario con Alejandro Sanz y Carlos Vives en el "Super concierto de la feria de Manizales en enero de 2013".

## Discografía
- 2012: Lo Mejor de la Voz... Colombia - Warner Music Internacional.
- 2013: Alma

## Filmografía
- La Voz...Colombia 2012 - Participante.
- Teletón Colombia 2013 2013 - Invitados.

## Gira musical
- "Super concierto de la feria de Manizales 2013" como invitada especial, junto a Alejandro Sanz , Carlos Vives y J-Álvarez.